# Lay All Your Love on Me
«Lay All Your Love on Me» (первоначальное название «Yarrafat») (с англ. — «Отдай всю свою любовь мне») — песня шведской группы «АББА», записанная ими в 1980 году для альбома «Super Trouper». Она была выпущена как 12-дюймовый сингл (а не 7-дюймовый, как обычно) в 1981 году в некоторых странах. В то время эта запись стала самой продаваемой из 12-дюймовых в Великобритании, достигнув № 7 в чартах. «Lay All Your Love on Me» также присутствует на компиляции «ABBA Gold: Greatest Hits».

## История
Песня «Lay All Your Love on Me» была написана Бенни Андерссоном и Бьорном Ульвеусом в стиле электро-диско, ведущий вокал исполнила Агнета Фельтског. Запись началась на Polar Music Studios (Стокгольм) 9 сентября 1980 года и окончилась уже 10 октября того же года.
AББA не стали снимать промоклип для «Lay All Your Love on Me», поэтому лейбл Epic составил видео с использованием отрывков других клипов AББA, позднее показанное по британскому телевидению. Видео появилось на VHS «ABBA Gold: Greatest Hits» в 1992 году, а спустя 10 лет — и на DVD.
Так как «Lay All Your Love on Me» не планировалась к выпуску в качестве сингла, она вышла лишь в 1981 году, почти через год после записи. Событием, побудившим группу к релизу, стала первая позиция композиции в американском чарте Hot Dance Club Play (вместе с «Super Trouper» и «On and On and On»). Поэтому «Lay All Your Love on Me» вышла в некоторых странах как 12-дюймовый сингл, в Великобритании заняв седьмую строчку хит-парадов. «Lay All Your Love on Me» также попала в чарты Ирландии (№ 8), Бельгии (№ 13) и ФРГ (№ 26).

## Чарты
| Чарт (1981)                      | Высшая позиция |
| -------------------------------- | -------------- |
| Бельгия/Фландрия (Ultratop 50)   | 13             |
| Великобритания (OCC UK Singles)  | 7              |
| Ирландия (IRMA)                  | 8              |
| США (Billboard Dance Club Songs) | 1              |
| ФРГ (GfK)                        | 26             |
| Швеция (Sverigetopplistan)       | 68             |

## Кавер-версии
- Песня включена в мюзикл «Mamma Mia!».
- Шведско-немецкая евродэнс группа «E-rotic» включила свою версию этой песни в альбом 1997 года «Thank You For The Music», составленный из песен ABBA.
- Группа «Helloween» выпустила кавер-версию песни в альбоме «Metal Jukebox».
- Группа «Avantasia» выпустила кавер-версию песни в альбоме «Lost in Space».
- Группа «Erasure» выпустила кавер-версию песни в мини-альбоме «Abba-esque».